# 中部非洲国家经济共同体
中部非洲国家经济共同体（簡稱，簡稱），簡稱中共体，創立於1985年，總部位於赤道几内亚首都马拉博，工作語言為法語和葡語。

## 成員國
- 安哥拉
- 喀麦隆
- 中非
- 刚果民主共和国
- 赤道几内亚
- 加彭（暂停会籍）
- 刚果共和国
- 卢旺达（曾于2007年退出，后2016年重返）
- 聖多美和普林西比

2023年9月5日，因发生政变，中部非洲国家经济共同体宣布暂停加蓬会籍，并将总部迁往赤道几内亚首都马拉博。

## 共同貨幣
中部非洲经济与货币共同体（簡稱）中央銀行發行中非法郎，流通於乍得、中非共和国、喀麥隆、赤道幾內亞、加蓬、剛果共和國。